# Krim (jezik)
Krim jezik (ISO 639-3: krm; kim, kimi, kirim, kittim), nigersko-kongoanski jezik uže atlantske skupine, kojim govori svega 500 ljudi (Vanderaa 1991) od 11 700 etničkih Krima (Kim) (2006) u primorju Sijera Leone duž rijeke Krim. Zajedno s jezikom sherbro [bun] čini južnu podskupinu bullomskih jezika.
Pleme Krim ili Kim jezično se asimiliraju u Mende.

## Vanjske poveznice
- Ethnologue (14th)
- Ethnologue (15th)